# Nava del Barco
Nava del Barco é um município da Espanha na província de Ávila, comunidade autónoma de Castela e Leão, de área 29,37 km² com população de 124 habitantes (2007) e densidade populacional de 4,89 hab/km².

## Demografia
| Variação demográfica do município entre 1991 e 2004 | Variação demográfica do município entre 1991 e 2004 | Variação demográfica do município entre 1991 e 2004 | Variação demográfica do município entre 1991 e 2004 |
| --------------------------------------------------- | --------------------------------------------------- | --------------------------------------------------- | --------------------------------------------------- |
| 1991                                                | 1996                                                | 2001                                                | 2004                                                |
| 240                                                 | 202                                                 | 166                                                 | 143                                                 |